# 배꼽 위의 여자
"배꼽 위의 여자"는 한국에서 제작된 조성구 감독의 1993년 드라마 영화이다. 유연실 등이 주연으로 출연하였고 정경희 등이 제작에 참여하였다.

## 출연

### 주연
- 유연실
- 한명구

### 조연
- 한영수
- 신지원
- 김기섭

## 기타
- 원작자: 이지원
- 조명: 이민부
- 녹음: 손인호